# 死湖
死湖（拉丁語：Lacus Mortis，拉丁语为“死亡之湖”），是月球東北部表面一处玄武熔岩平原，直徑約151公里；其北面，一条细臂状崎岖地表将它与冷海南端隔开；在南面，嵌入的普拉纳陨石坑和梅森环形山以及一条不平整的地带将它与梦湖相分离。处于死湖中心点偏右，较为突出的是比格陨石坑，而死湖西部则遍布一系列纵横交错的月谷，它们被统称为比格月溪（Rimae Bürg）。
死湖月面座标位置为45°00′N 27°12′E / 45°N 27.2°E，其直径151公里。名稱來自意大利天文学家乔瓦尼·巴蒂斯塔·里乔利在1651年繪製的月球地圖，1935年由國際天文學聯合會认定并採用。
2014年3月，美国机器人技术公司（Astrobotic）宣布将死湖作为它首个月球任务的目的地，并作为谷歌月球 X 大奖赛的一部分。他们的计划是登陆到死海平原上的一个陨石坑旁，然后用一架月球车环绕该陨坑航行。